# Scaphopoda
Los escafópodos (Scaphopoda, del griego skaphe, "bote" y podos, "pie") o conchas colmillo son una clase de moluscos con simetría bilateral y el cuerpo alargado dorsoventralmente, que a su vez, está rodeado por un manto que segrega una concha tubulosa, abierta por ambos extremos, ligeramente curvada y cónica que recibe el nombre vulgar de conchas "colmillo de elefante", “conchas dientes” o “caninos”. Se estima la existencia de 900 especies vivas a nivel mundial.
Actualmente, se reconocen dos órdenes: Dentaliida, con caparazones pequeños a largos, pie cónico, dientes anchos, caparazón acanalado y siempre más ancho en el extremo anterior y; Gadilida, con caparazones más pequeños, pie vermiforme con terminación en disco, caparazones lisos y a menudo, más anchos detrás de la apertura.

## Descripción
Poseen una cabeza poco desarrollada, en la que hay dos lóbulos (uno a cada lado) de los que se desprenden agrupamientos de tentáculos, denominados captáculos. Los escafópodos no poseen ojos ni branquias (Ctenidio), pues el amplio manto que poseen en la parte ventral, les sirve para la respiración (“El intercambio de gases se produce a través de la superficie del manto”). Al estar abierto por ambos extremos, el caparazón pálido de los escafópodos permite la retracción de la cabeza (y sus captáculos) y pie a través del extremo anterior (la abertura más ancha), que a su vez está ubicado bajo el sustrato. Por su parte, el extremo posterior (la abertura más angosta) permanece por fuera del sustrato. El ensanchamiento del pie en forma de disco, le permite al escafópodo anclarse al sustrato (la misma característica se presenta en almeja primitivas).

## Hábitat
Los escafópodos son marinos y bentónicos en su totalidad, miden entre 4 mm y 25 cm de longitud, la mayoría entre 2 y 5 cm. Viven en aguas poco profundas o, hasta profundidades de 4500 m. Generalmente, se hallan enterrados parcialmente, en la arena o el barro. También, se conoce su preferencia por sedimentos como arena gruesa, escombros finos de coral o barro arcilloso.

## Alimentación
Los captáculos que poseen son delicados, ciliados, contráctiles, sensitivos y prensiles. Esta herramienta le permite a los escafópodos capturar y manipular sus presas. Su dieta microfágica les permite alimentarse principalmente de foraminíferos, ostrácodos, otros animales, diatomeas y microplantas. En el interior de la boca poseen una rádula con dientes grandes aplanados, que le permiten asir y raspar el alimento.

## Sistema digestivo
La parte terminal de la cabeza, se encuentra formada por la proboscis y, a su vez, ésta contiene en el interior la masa bucal conformada por la rádula. Después de pasar por la degradación de la rádula, el material alimenticio pasa por el esófago hasta el estómago globular, que actúa como una molleja. El estómago y la glándula digestiva se encuentran en la parte media del cuerpo. La digestión sucede de manera extracelular. Después del estómago el material se dirige a través del intestino hacia su parte anterior, y luego hacia la parte posterior del cuerpo (el intestino tiene forma de “u”), por la que finalmente desemboca en el ano a través de la cavidad del manto.

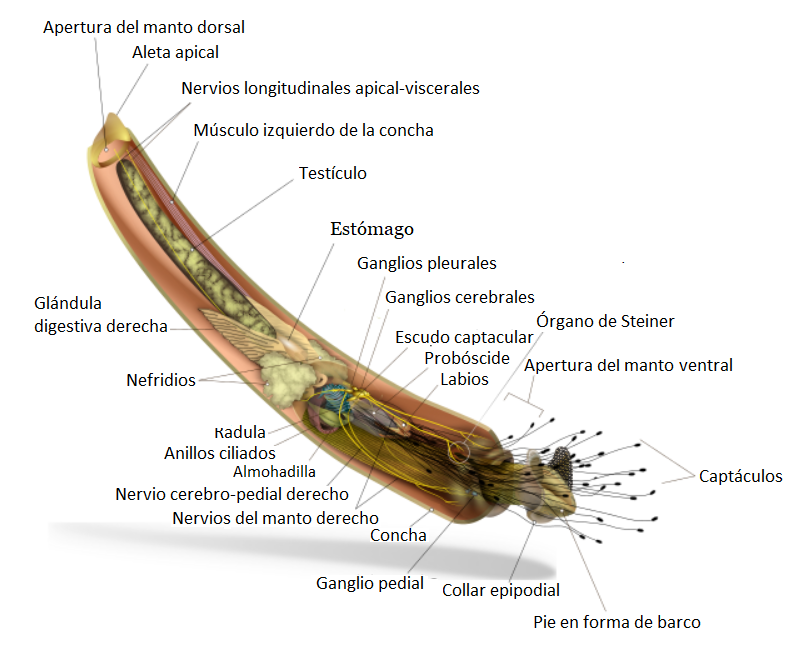
Diagrama anatómico de Rhabdus rectius

## Sistema circulatorio
Es simple, ya que carece de corazón y vasos sanguíneos. El sistema nervioso es ganglionado y no concentrado. En cuanto a los nefridios, su ubicación está cerca del ano, en donde el material es expulsado a través de nefridioporos.

## Reproducción
Los escafópodos son dioicos, con una única gónada que emite su contenido (huevos o espermatozoides) a través de un nefridioporo. Estos organismos poseen fecundación externa y ponen los huevos por separado.  El desarrollo embrionario se da a través de una larva trocófora de vida libre, que se transforma en una larva velígera con simetría bilateral. Dicha larva se asienta en el bentos dando inicio a su fase adulta. La metamorfosis es gradual y se acompaña de un alargamiento del cuerpo.

## Clasificación
La clase está compuesta por dos subtaxones, los dentálidos (Dentaliida, que puede ser parafilético) y el monofilético Gadilida. Las diferencias entre los dos órdenes son sutiles y dependen del tamaño y de los detalles de la rádula, la concha y el pie. Específicamente, los dentaádos son los físicamente más grandes de las dos familias y poseen una concha que se estrecha uniformemente desde anterior (más ancho) a posterior (más estrecho); también tienen un pie que consta de un lóbulo central y dos laterales y que se dobla dentro del caparazón cuando se retrae. Los Gadilida, por otro lado, son mucho más pequeños, tienen un caparazón cuya parte más ancha es ligeramente posterior a su apertura, y tienen un pie que es como un disco y bordeado de tentáculos que se invierte en sí mismo cuando se retrae (en este estado se asemeja a un fruncido en lugar de un disco).
Dentro de esta clase se ubican los siguientes órdenes y familias:
- orden Dentaliida da Costa, 1776
  - familia Anulidentaliidae Chistikov, 1975 – 3 géneros
  - familia  Calliodentaliidae – 1 género
  - familia Dentaliidae Children, 1834 – 14 géneros
  - familia Fustiariidae Steiner, 1991 – 1 géneros
  - familia Gadilinidae Chistikov, 1975 – 3 géneros
  - familia Laevidentaliidae Palmer, 1974 – 1 géneros
  - familia Omniglyptidae Chistikov, 1975 – 1 géneros
  - familia Rhabdidae Chistikov, 1975 – 1 géneros
- orden Gadilida Starobogatov, 1974
  - suborden Entalimorpha Steiner, 1992
    - familia Entalinidae Chistikov, 1979  – 9 géneros

  - suborden Gadilimorpha Steiner, 1992
    - familia Gadilidae Stoliczka, 1868 – 8 géneros
    - familia Pulsellidae Scarabino in Boss, 1982 – 3 géneros
    - familia Wemersoniellidae Scarabino, 1986 – 2 géneros